# Ceraeochrysa scapularis
Ceraeochrysa scapularis is een insect uit de familie van de gaasvliegen (Chrysopidae), die tot de orde netvleugeligen (Neuroptera) behoort. 
Ceraeochrysa scapularis is voor het eerst wetenschappelijk beschreven door Navás in 1914.